# Río Molmys
El río Molmys (del ruso: Молмыс) es un río de Rusia, afluente por la izquierda del río Yazva, que es un tributario del Víshera, subafluente del Volga (a cuya cuenca hidrográfica pertenece) por el Kama.

## Geografía
El río discurre por territorio del krai de Perm. Tiene su origen en la unión de los ríos Molmys occidental y Molmys oriental, que nacen en los montes Kvarkush, cerca de las fuentes del río Yazva. Pasa por el sudeste del raión de Krasnovíshersk, desembocando en el Yazva a 115 km de su desembocadura.
Tiene una longitud de 100 km y una cuenca de 1.090 km².